# Hilarographa eriglypta
Hilarographa eriglypta es una especie de polilla de la familia Tortricidae.
Fue descrita científicamente por Meyrick en 1921.